# أليشيوانيلا جنينية
أليشيوانيلا جنينية (بالإنجليزية: Alishewanella fetalis)‏ هو أحد أنواع البكتيريا التابع لجنس الأليشيوانيلا ضمن شعبة المتقلبات.